# Mistrzostwa Polski w Boksie 1950
21. Mistrzostwa Polski w boksie mężczyzn odbyły się od 19 do 23 kwietnia 1950 roku w Gdańsku. Startowało 108 zawodników.

## Medaliści
| Kategoria:                    | Złoto:                                 | Srebro:                                 | Brąz:                                                                      |
| waga musza (do 50,8 kg)       | Stanisław Woźniak (Warta Poznań)       | Janusz Kasperczak (Gwardia Wrocław)     | Jan Anielak (Włókniarz Łódź) Brunon Manelski (Warta Poznań)                |
| waga kogucia (do 53,5 kg)     | Maksymilian Grzywocz (Górnik Katowice) | Stefan Czarnecki (Związkowiec Łódź)     | Mieczysław Baran (Lublinianka) Edward Izydorczyk (Kolejarz Stargard Szcz.) |
| waga piórkowa (do 57,2 kg)    | Aleksy Antkiewicz (Gwardia Gdańsk)     | Stefan Brzeziński (Budowlani Mysłowice) | Zenon Stefaniuk (Związkowiec Gdynia) Edward Symonowicz (Gwardia Wrocław)   |
| waga lekka (do 61,2 kg)       | Jerzy Krawczyk (Gwardia Gdańsk)        | Kazimierz Panke (Gwardia Poznań)        | Alfred Kempa (Batory Chorzów) Józef Żurawski (CWKS Warszawa)               |
| waga półśrednia (do 66,7 kg)  | Zygmunt Chychła (Kolejarz Gdańsk)      | Jerzy Debisz (Włókniarz Łódź)           | Zygfryd Grzywocz (Stal Zabrze) Gerard Musiał (Kolejarz Gdańsk)             |
| waga średnia (do 72,6 kg)     | Antoni Kolczyński (Gwardia Warszawa)   | Bolesław Iwański (Gwardia Gdańsk)       | Alfred Paliński (Zawisza Bydgoszcz) Henryk Sznajder (Stal Chorzów)         |
| waga półciężka (do 79,4 kg)   | Franciszek Szymura (Gwardia Warszawa)  | Tadeusz Grzelak (Włókniarz Kalisz)      | Henryk Nowara (Stal Chorzów) Stefan Wieczorek (Włókniarz Pabianice)        |
| waga ciężka (powyżej 79,4 kg) | Jan Rutkowski (Związkowiec Szczecin)   | Teodor Gładysiak (Kolejarz Poznań)      | Antoni Gościański (CWKS Warszawa) Stefan Stec (Lublinianka)                |